# Olympische Jugend-Sommerspiele 2010/Gewichtheben
| Gewichtheben bei den I. Olympischen Jugend-Sommerspielen | Gewichtheben bei den I. Olympischen Jugend-Sommerspielen |
| Olympische Ringe · Gewichtheben                          | Olympische Ringe · Gewichtheben                          |
| Informationen                                            | Informationen                                            |
| -------------------------------------------------------- | -------------------------------------------------------- |
| Teilnehmer:                                              | 104 Athleten                                             |
| Datum:                                                   | 15. August–19. August                                    |
| Austragungsort:                                          | Toa Payoh Sports Hall                                    |
| Wettkampfort:                                            | Singapur                                                 |
| Entscheidungen:                                          | 11                                                       |
|                                                          | Nanjing 2014 →                                           |
| Olympische Ringe                                         | Gewichtheben                                             |

| Olympische Jugend-Sommerspiele 2010 (Medaillenspiegel Gewichtheben) | Olympische Jugend-Sommerspiele 2010 (Medaillenspiegel Gewichtheben) | Olympische Jugend-Sommerspiele 2010 (Medaillenspiegel Gewichtheben) | Olympische Jugend-Sommerspiele 2010 (Medaillenspiegel Gewichtheben) | Olympische Jugend-Sommerspiele 2010 (Medaillenspiegel Gewichtheben) | Olympische Jugend-Sommerspiele 2010 (Medaillenspiegel Gewichtheben) |
| Platz                                                               | Mannschaft                                                          | Goldmedaillen                                                       | Silbermedaillen                                                     | Bronzemedaillen                                                     | Gesamt                                                              |
| ------------------------------------------------------------------- | ------------------------------------------------------------------- | ------------------------------------------------------------------- | ------------------------------------------------------------------- | ------------------------------------------------------------------- | ------------------------------------------------------------------- |
| 01                                                                  | China                                                               | 2                                                                   | 2                                                                   | —                                                                   | 4                                                                   |
| 0                                                                   | Russland                                                            | 2                                                                   | 2                                                                   | —                                                                   | 4                                                                   |
| 03                                                                  | Bulgarien                                                           | 2                                                                   | —                                                                   | —                                                                   | 2                                                                   |
| 04                                                                  | Kasachstan                                                          | 1                                                                   | 1                                                                   | 1                                                                   | 3                                                                   |
| 05                                                                  | Nordkorea                                                           | 1                                                                   | —                                                                   | 1                                                                   | 2                                                                   |
| 06                                                                  | Aserbaidschan                                                       | 1                                                                   | —                                                                   | —                                                                   | 1                                                                   |
| 0                                                                   | Iran                                                                | 1                                                                   | —                                                                   | —                                                                   | 1                                                                   |
| 0                                                                   | Vietnam                                                             | 1                                                                   | —                                                                   | —                                                                   | 1                                                                   |
| 09                                                                  | Thailand                                                            | —                                                                   | 3                                                                   | —                                                                   | 3                                                                   |
| 10                                                                  | Armenien                                                            | —                                                                   | 1                                                                   | 1                                                                   | 2                                                                   |
| 11                                                                  | Chinesisch Taipeh                                                   | —                                                                   | 1                                                                   | —                                                                   | 1                                                                   |
| 0                                                                   | Kolumbien                                                           | —                                                                   | 1                                                                   | —                                                                   | 1                                                                   |
| 13                                                                  | Ägypten                                                             | —                                                                   | —                                                                   | 1                                                                   | 1                                                                   |
| 0                                                                   | Indonesien                                                          | —                                                                   | —                                                                   | 1                                                                   | 1                                                                   |
| 0                                                                   | Kuba                                                                | —                                                                   | —                                                                   | 1                                                                   | 1                                                                   |
| 0                                                                   | Mexiko                                                              | —                                                                   | —                                                                   | 1                                                                   | 1                                                                   |
| 0                                                                   | Nigeria                                                             | —                                                                   | —                                                                   | 1                                                                   | 1                                                                   |
| 0                                                                   | Türkei                                                              | —                                                                   | —                                                                   | 1                                                                   | 1                                                                   |
| 0                                                                   | Ukraine                                                             | —                                                                   | —                                                                   | 1                                                                   | 1                                                                   |
| 0                                                                   | Venezuela                                                           | —                                                                   | —                                                                   | 1                                                                   | 1                                                                   |

Bei den Olympischen Jugend-Sommerspielen 2010 in Singapur wurden elf Wettbewerbe im Gewichtheben ausgetragen.

## Jungen

### Bis 56 kg
| Platz | Land | Athlet          | Gewicht (Kg) |
| ----- | ---- | --------------- | ------------ |
| 1     | VNM  | Kim Tuan Thach  | 256          |
| 2     | CHN  | Xie Jiawu       | 254          |
| 3     | ARM  | Smbat Margarjan | 243          |

Der Wettkampf fand am 15. August statt.

### Bis 62 kg
| Platz | Land | Athlet         | Gewicht (Kg) |
| ----- | ---- | -------------- | ------------ |
| 1     | PRK  | Kim Song-chol  | 257          |
| 2     | COL  | José Mena      | 247          |
| 3     | TUR  | Emre Büyükünlü | 246          |

Der Wettkampf fand am 16. August statt.

### Bis 69 kg
| Platz | Land | Athlet            | Gewicht (Kg) |
| ----- | ---- | ----------------- | ------------ |
| 1     | AZE  | Nischat Rachimow  | 295          |
| 2     | CHN  | Gong Xingbin      | 293          |
| 3     | CUB  | Ediel Márquez Oña | 283          |

Der Wettkampf fand am 17. August statt.
 Rico Müller hatte nach fünftbesten Leistung im Reißen im Stoßen nur 3 ungültige Versuche und blieb daher ohne Wertung.

### Bis 77 kg
| Platz | Land | Athlet               | Gewicht (Kg) |
| ----- | ---- | -------------------- | ------------ |
| 1     | RUS  | Artjom Okulow        | 327          |
| 2     | THA  | Chatuphum Chinnawong | 311          |
| 3     | KAZ  | Rüstem Sibay         | 285          |

Der Wettkampf fand am 18. August statt.

### Bis 85 kg
| Platz | Land | Athlet           | Gewicht (Kg) |
| ----- | ---- | ---------------- | ------------ |
| 1     | BUL  | Georgi Schikow   | 335          |
| 2     | RUS  | Alexei Kossow    | 334          |
| 3     | UKR  | Konstjantyn Rewa | 320          |

Der Wettkampf fand am 18. August statt.

### Über 85 kg
| Platz | Land | Athlet              | Gewicht (Kg) |
| ----- | ---- | ------------------- | ------------ |
| 1     | IRI  | Alireza Kazeminejad | 351          |
| 2     | ARM  | Gor Minasjan        | 350          |
| 3     | EGY  | Hassan Mohamed      | 330          |

Der Wettkampf fand am 19. August statt.

## Mädchen

### Bis 48 kg
| Platz | Land | Athlet                | Gewicht (Kg) |
| ----- | ---- | --------------------- | ------------ |
| 1     | CHN  | Yuan Tian             | 190          |
| 2     | THA  | Sirivimon Pramongkhol | 163          |
| 3     | VEN  | Génesis Rodríguez     | 154          |

Der Wettkampf fand am 15. August statt.

### Bis 53 kg
| Platz | Land | Athlet          | Gewicht (Kg) |
| ----- | ---- | --------------- | ------------ |
| 1     | BUL  | Bojanka Kostowa | 192          |
| 2     | TPE  | Kuo Hsing-chun  | 174          |
| 3     | INA  | Dewi Safitri    | 171          |

Der Wettkampf fand am 16. August statt.

### Bis 58 kg
| Platz | Land | Athlet                | Gewicht (Kg) |
| ----- | ---- | --------------------- | ------------ |
| 1     | CHN  | Deng Wei              | 242          |
| 2     | KAZ  | Sülfija Tschinschanlo | 225          |
| 3     | NGR  | Racheal Ekoshoria     | 190          |

Der Wettkampf fand am 17. August statt.

### Bis 63 kg
| Platz | Land | Athlet               | Gewicht (Kg) |
| ----- | ---- | -------------------- | ------------ |
| 1     | KAZ  | Schasira Schapparqul | 205          |
| 2     | RUS  | Diana Achmetowa      | 204          |
| 3     | MEX  | Aremi Fuentes        | 194          |

Der Wettkampf fand am 17. August statt.

### Über 63 kg
| Platz | Land | Athlet                  | Gewicht (Kg) |
| ----- | ---- | ----------------------- | ------------ |
| 1     | RUS  | Olga Anatoljewna Subowa | 251          |
| 2     | THA  | Chitchanok Pulsabsakul  | 251          |
| 3     | PRK  | Kim Kuk-hyang           | 244          |

Der Wettkampf fand am 18. August statt.